# روب كريسب
روب كريسب (بالإنجليزية: Rob Crisp)‏ هو لاعب كرة قدم أمريكية أمريكي، ولد في 1992 في رالي في الولايات المتحدة.